# Casa del Marqués de Villora
La Casa del Marqués de Villora es un edificio de propiedad privada ubicado en el barrio de El Viso (calle de Serrano n.º 130), encargado en 1927 por el marqués de Villora al arquitecto Rafael Bergamín Gutiérrez (arquitecto de la generación del 25). Fue un proyecto pionero que se convirtió en uno de los primeros ejemplos de racionalismo madrileño. Su construcción supuso un modelo seguido por muchos arquitectos de la época, convirtiéndose en un referente de la nueva arquitectura madrileña.

## Características
Cuando se proyectó y se realizó la casa, la colonia de El Viso no existía todavía. La vivienda se edificó en las cercanías de la Residencia de Estudiantes, de la Fundación Rockefeller y de la Colina de los Chopos donde se concentraba la Institución Libre de Enseñanza. La zona, deshabitada, parece que era el objetivo del ensanche de comienzo del siglo XX (elaborado por los arquitectos Secundino Zuazo y Hermann Hansen). Su construcción supone uno de los primeros ejemplos de la arquitectura racionalista, junto con la gasolinera de Portopí de Casto Fernández-Shaw. El edificio, de tres plantas, se construyó en ladrillo visto, con ausencia de ornamentación exterior. El propio autor la denominó un ejemplo de "arquitectura limpia".